# مايرني غيفورد
مايرني أدي غيفورد (1892-1966) طبيبة أمريكية. وهي أول من عرّف أن حمى سان خواكين هي المرحلة الأولى من حمى الصحراء.

## النشأة والتعليم
ولدت غيفورد في ناشيونال سيتي في كاليفورنيا، والداها تشارلز كلينتون وأوغستا ليونا غيفرود. حصلت على شهادة البكالوريوس من كلية ماونت هوليووك عام 1915. التحقت بجامعة ستانفورد لدراسة الطب، وحصلت على شهادة في الطب عام 1920. انتقلت إلى جامعة كاليفورنيا (بركلي) لإكمال دراسة الدكتوراة. كانت غيفورد متدربة ومسؤولة مقيمة في مستشفى سان فرانسيسكو العام. حصلت على شهادة في الطب العام من جامعة جونز هوبكينز عام 1934.

## الوظيفة
كانت غيفورد أول طبيب يحقق في مرض منتشر في كاليفورنيا يعرف بحمى الصحراء، وهو مرض يسبب آلام المفاصل وحمامى متعددة الأشكال. كان هذا المرض يعتبر قاتلاً ونادراً، لكن غيفورد بينت أنه متكرر ويمكن التحكم به. كانت مساعدة مسؤول الصحة في مقاطعة كيرن منذ عام 1934. تم التعرّف على حمى الصحراء لأول مرة بواسطة طالب طب أرجنتيني عام 1892، وهي السنة التي ولدت فيها غيفورد. ذكرت غيفورد أن مرضى حمى الصحراء تتطور لديهم حساسية للبشرة (حمامى عقدة عندما يحقنون بمستضدّ كوكسيديوديس.
بدأت بإجراء اختبار الحساسية على جميع المرضى الذين يعانون من حمى الصحراء؛ ووجدت أنه في حين أن بعض المرضى لم يُظهروا أعراضاً، إلى أن الاختبارات كانت معظمها إيجابية. كانت غيفورد أول شخص يعرّف أن سبب حمى الصحراء فطريات كوكسيديوديس حصلت أعمالها على اعتراف وطني. كانت غيفورد أول من يعرّف أن حمى سان خواكين هي المرحلة الأولى من عدوى حمى الصحراء. عام 1938، انضمت غيفورد إلى إي سي ديكسون لشرح أن العدوى تشبه السلّ وأن الشفاء السريري الكامل ممكن. تابعت غيفورد أبحاثه عن حمى الصحراء ووجدت أنها تحدث عن الرجال أكثر من النساء وعند أفراد الأقليات العرقية بصورة أكبر. يقدر أن حوالي 80% من المرضى الذين توفوا من المرض كانوا يعملون في الزراعة أو أعمال في أماكن يكثر فيها التراب والغبار.
واصت غيفورد الدعوة في مجتمعات المهاجرين ووجدت أن 25% من أن فحوصات حمى الصحراء لسكان مخيم العمال الاتحادي في إرفين كانت إيجابية. تقاعدت غيفورد عام 1954 وعاشت مع أختها ميرتل غليفورد. وتوفيت عام 1966. خصّصت مكتبة تكريماً لها في مقاطعة كيرن (كاليفورنيا).